# Об'єднана лейбористська партія Гренади
Об'єднана лейбористська партія Гренади (GULP) — політична партія у Гренаді.

## Історія
Партію заснував Ерік Гейрі 1950 року. Була єдиною політичною партією, що взяла участь у загальних виборах 1951, здобувши шість із восьми місць у парламенті. 1957 партія втратила 4 місця, їх вибороли представники Національної партії та Народного демократичного руху. В результаті тих виборів лідер Національної партії Герберт Блейз отримав владу на острові.
Партія повернула собі лідерство за результатами виборів 1961 року, виборовши 8 із 10 місць. Далі був провал на виборах 1962, повернення до влади 1967. Об'єднані лейбористи виграли також вибори 1972 року, втім уряд Гейрі став авторитарним. Тому після виборів 1976, на яких знову переміг Гейрі зі своєю партією, 1979 відбувся державний переворот. Після відновлення демократії 1984 року партія отримала тільки одне місце у парламенті та перейшла до опозиції.
У лютому 2003 року лідером партії було обрано Глорію Пейн Бенфілд На виборах 2008 партія сформувала альянс із Народним робітничим рухом, той союз отримав назву Лейбористської платформи. Альянс висунув 11 кандидатів на 15 місць, утім здобув лише 478 голосів та не отримав жодного місця у парламенті.